# Krist iz Bezdana
Krist iz Bezdana  (tal.: Il Cristo degli Abissi) je podvodni brončani kip Isusa Krista koji se nalazi u uvali San Fruttuoso, u Sredozemnom moru između Camoglija i Portofina.

## Pregled
Kip veličine 2,5 metra postavljen je 1954. godine na dubinu od 15 metara, a izradio ga je talijanski kipar Guido Galetti. Kip je postavljen na ideju Duilija Marcantea u spomen na njegovog prijatelja Darija Gonzattija. Kip je prvotno bio načinjen od gline, ali je kasnije zamijenjen brončanim kipom.

## Replike
Sljedećih nekoliko godina replike ovog kipa osvanule su na brojnim lokacijama diljem svijeta.
Najpoznatija je ona američka u podmorju Key Larga na Floridi koja je izrađena iz izvornog kalupa. Druga brončana skulptura nalazi se u Grenadi, a postavljena je 22. listopada 1961. godine. Na Karibe je stigla kao dar talijanske mornarice St. Georgesu.
Replika kipa se nalazi i u jezeru Palu kod Val Malenca na sjeveru Italije te na lokaciji udaljenoj dva kilometra od obale Malte.